# Miháľov
Miháľov, někdy také Mihaľov, je osada, součást okresního města Bardejov na Slovensku. Leží cca 4 kilometry jihozápadním směrem od centra Bardejova. K roku 2011 zde žilo celkem 195 obyvatel.

## Historie
První písemné zmínky o Miháľovu lze nalézt v bardějovských městských knihách. Během 15. století bývala vesnice označována z němčiny pocházejícím výrazem Michelohaw, v překladu Michalova Poruba, což odkazovalo na založení osady usedlíky zákupného práva, kteří zde žili pod vedením prvního šoltyse Michala.
Název obce pak vznikl z nářečové přeměny jména Michal. Od maďarizace Slovenska býval před název osady doplňován ještě dodatek „Bardejovský“, jenž připomínal její příslušnost ke městu Bardejov.

## Popis lokality
Osada leží v kotlině západních Nízkých Beskyd, sevřené ze severní strany vrchem Rúrna (550 m n. m.) a z jihovýchodu vrchem Baňa (517 m n. m.), na jehož úbočí pramení Miháľovský potok. V jižních partiích osady je vybudován kostel, kolem kterého se rozprostírá hřbitov. Pro příznivce turistiky jsou skrz Miháľov vedeny značené turistické trasy. Přímo v centru obce se nachází rozcestník těchto tras a je odtud možné vyrazit po červené do Bardejova nebo do Kľušovské Zábavy, popřípadě po modré po vrcholcích zdejších kopců dojít až do Kružlovské Huty.